# 博尔达尔瓦
博尔达尔瓦，是西班牙阿拉贡自治区萨拉戈萨省的一个市镇。 总面积 42 平方公里，总人口 82 人（2001年），人口密度是 2 人/平方公里。